# Manso I van Amalfi

Manso I van Amalfi (†1004) was hertog van Amalfi van 966 tot aan zijn dood en was kortstondig prins van het vorstendom Salerno tussen 981 en 983.

## Levensloop
Hij was de zoon van Sergius I van Amalfi, de eerste hertog. Het hertogdom stond op goede voet met het Byzantijnse Rijk. Manso liet zijn oog vallen op het vorstendom Salerno na de dood van Gisulf I in 977, maar moest het vorstendom laten aan Pandulf, IJzerenhoofd van Benevento. Pas na de dood van Pandulf in 981, verkreeg hij Salerno, mits het zich alliëren met keizer Otto II. Na de dood van Keizer Otto II in 983 werd hij van de troon gestoten en had alle moeite om zijn eigen kroon terug te winnen.
Zijn zoon Johannes I van Amalfi volgde hem op na zijn dood.
De geschiedschrijver Ibn Hawqal schreef over Amalfi tijdens zijn regeerperiode : .. de welvarendste Lombardische stad, de meest nobele, de meest illustere vanwege haar ligging, de rijkste en weelderigste. Het grondgebied van Amalfi grenst aan dat van Napels; een prachtige stad, maar minder belangrijk dan Amalfi.